# Parc quasi national de Hidaka Sanmyaku-Erimo
Le parc quasi national de Hidaka Sanmyaku-Erimo (日高山脈襟裳国定公園, Hidakasanmyaku Erimo Kokutei Kōen) est un parc quasi national situé dans la partie Sud de l'île de Hokkaidō au Japon. Créé le 1er octobre 1981, il s'étend sur 1 034,47 km2.